# إخوة بيت لحم

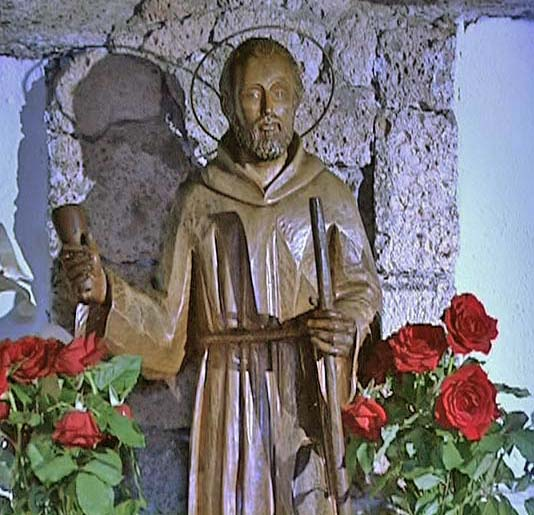
بيدرو دي بيتانكور، مؤسس رهبانية إخوة بيت لحم

إخوة بيت لحم، هو اسم لخمسة طوائف دينية كاثوليكية. أُعِيدَ إحياءُ اثنتان منها في القرن العشرين. وانقرضتْ الثلاثة طوائف الأُخَر.

## الجماعة في القرن الثاني عشر في بيت لحم وإيطاليا
تأسَّستْ هذه الجماعة في بيت لحم، وأدارت مدرسةً دينيةً هناك، إلى أن فتح صلاح الدين القدس وباقي المناطق الفلسطينية، مما أدى إلى انحسار الوجود المسيحي في الأرض المقدسة. فكان نتيجة لذلك انتقال الجماعة (الأخويَّة) إلى شمال إيطاليا، وبقيتْ ثمَّةً إلى أن حُلَّتْ في وقت ما في القرن السادس عشر الميلادي.

## الجماعة في القرن الثالث عشر في إنجلترا
يقول كاتبُ مقالةٍ في الموسوعة الكاثوليكية لعام 1907 ميلادية أن ماثيو باريس ذكرَ في كتابه الكبير كرونيك أن هنري الثالث ملك إنجلترا أَذِنَ لأخويَّة بيت لحم بافتتاح منزل في إحدى ضواحي كامبريدج في العام 1257 ميلادية. لم يَذكر صاحب المقالة أي شيء عن مُؤسِّس المنزل، أو مكانه، أو تاريخه.
الشيء الوحيد الذي نعلمه أن عاداتهم تتشابه مع عاداتِ النظام الدومينيكي وأن نجمة حمراء تنبثق أشعَّتُها الخمسة من مركز أزرق سماويٍّ (في إشارة إلى Matthew 2:1–11)، كانت تُزيِّن عباءاتهم.
وهو بمثابة الإحياء لذكرى النجم الذي ظهر للمجوس وقادهم إلى بيت لحم. من الجدير بالتنويه أنه لا ينبغي الخلط بين هذه الجماعة وبين التنظيم العسكري لصليبيِّي النجمة الحمراء (Ordo Militaris Crossigerorum cum rubea stella) الذين عادوا من فلسطين إلى بوهيميا في العام 1217 ميلادية. حيث عَهِدَتْ آغنوس المباركة من بوهيميا مُستشفيين إلى الجماعة. بقيتْ الأخويَّة منذ ذلك الحين في المنطقة حيث كرَّسوا أنفسهم لرعاية المرضى ولِتعليم الناس وللقيام بأعمال مختلفة ضمن الخدمة الكنسيَّة. 
ويقول صاحبُ المقالةِ إنه لم يُعرف أيُّ شيءٍ آخر عن هذه الجماعة التي وصفها بأنها تنظيمٌ عسكريٌّ. ومن ثَمَّ فإن كاتب المقالة فَشِلَ في توضيح ما إذا كانتْ الجماعة مرتبطةً بتنظيم سيدة بيت لحم الذي عُهد إليه عام 1247 ميلادية، في عهد الملك نفسه، وهو مستشفى لندن الذي أصبح يُعرف فيما بعد باسم بيت لحم (Bedlam).
تم التبرع بهذه الـمُلْكِيَّة إلى أسقف بيت لحم، وارتدى أعضاء تنظيم سيدة بيت لحم الجديد نجمةً على عباءاتهم، لِترمز إلى طاعتهم لأسقفية بيت لحم. 
تأسَّسَتْ هذه الجماعةُ في القرن الثالث عشر الميلادي، وكان أعضاؤها يُعْرَفُونَ باسم إخوة بيت لحم. 

## أخويَّة بيت لحم في القرن السابع عشر الميلادي

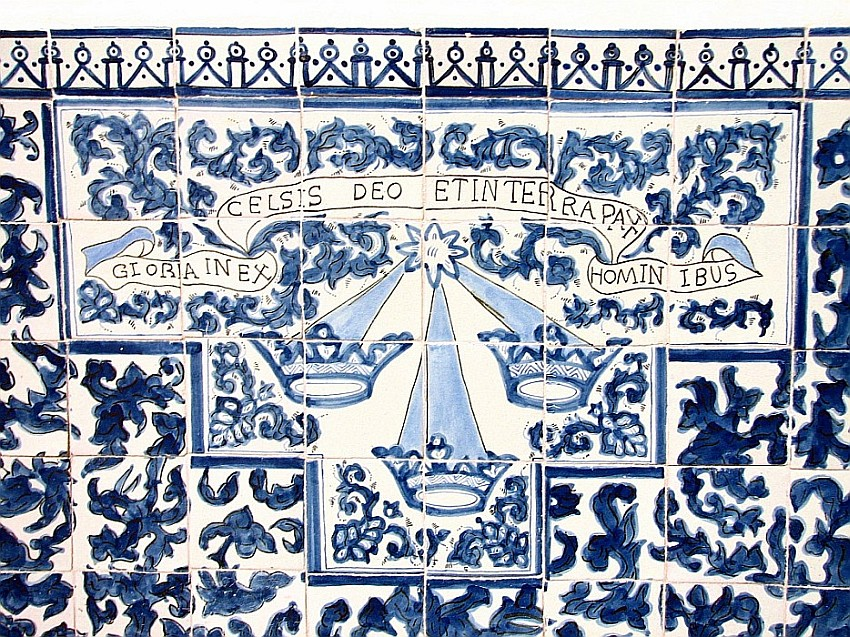
رمز رهبانية إخوة بيت لحم في دير إخوة بيت لحم في مكسيكو سيتي

جماعة إخوة بيت لحم هي مؤسسة دينية تأسست في غواتيمالا عام 1653 ميلادية، وأُعِيْدَ تنظيمُهَا في العام 1984. وهي أولُّ نظامٍ دينيٍّ يتأسَّسُ في الأمريكتين، وآخر نظام ديني بعهود رسمية يجب أن توافق عليه الكنيسة في أي مكان قبل التغييراتِ التي أدخلها القانون الكنسي لعام 1917 ميلادية. 
أسَّس الجماعة بيدرو دي بيتانكور، من جزر الكناري.
واسم الجماعة الرسميِّ هو (Ordo Fratrum Bethlemitarum O.F.B) في اللغة الإنجليزية: (Order of Bethlehemite Brothers) أو (Bethlehem Brothers) وتعني في اللغة الإسبانية (Hermanos de Belén) وفي اللغة العربية: جماعة إخوة بيت لحم. 
في العام 2007، كانت الجماعة تضم 17 عضوًا، يعيشون في مجتمع واحد في لا لاغونا، في تينيريفي، جزر الكناري. 

## رهبان وراهبات بيت لحم في القرن العشرين

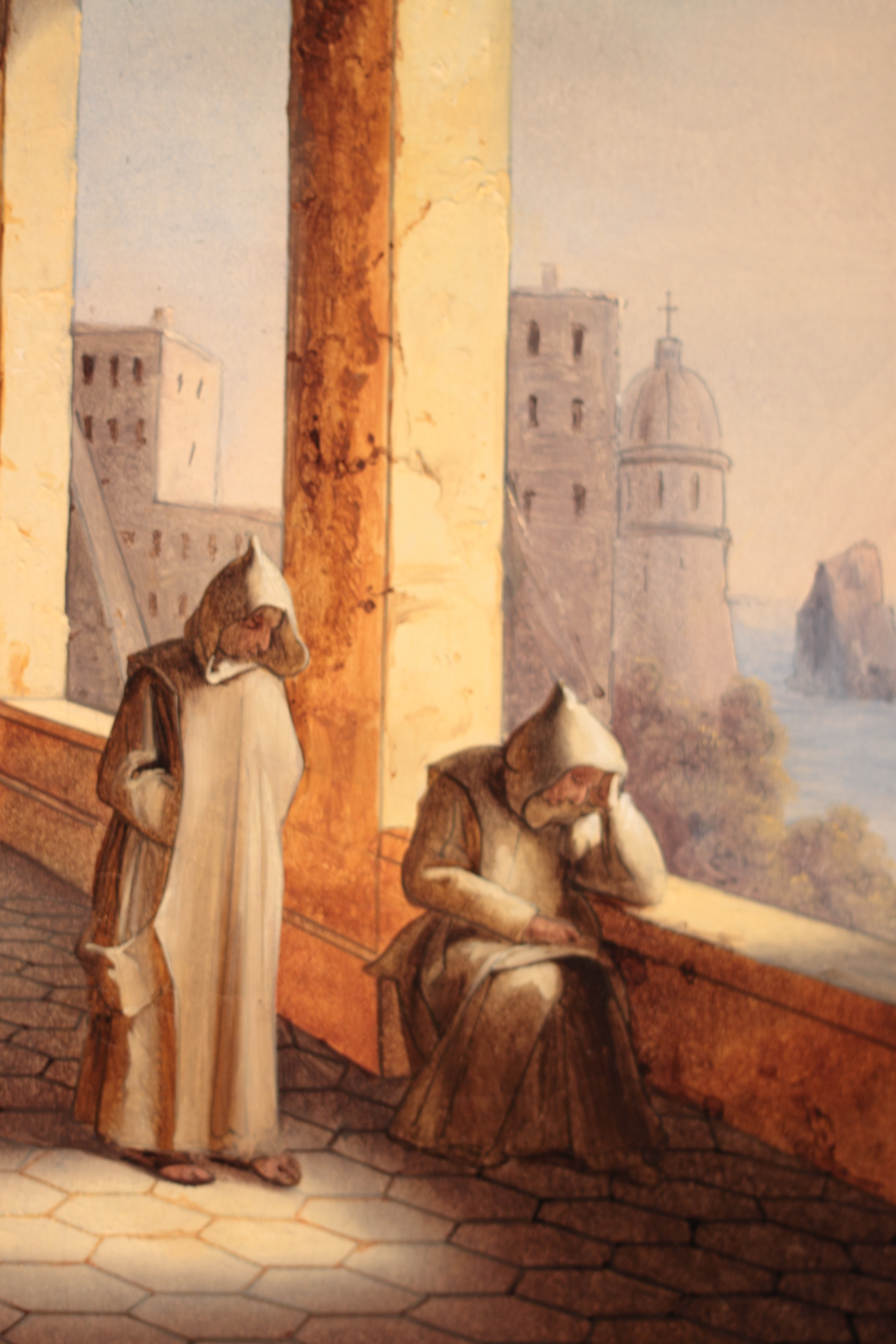
يرتدي رهبان وراهبات بيت لحم ذات الملابس الدينية التي يرتديها الكارثوسيون.

العائلة الرهبانية في بيت لحم أو ببساطة الرهبان والراهبات في بيت لحم هي طائفة دينية كاثوليكية ذات روحانية كارثوسية. تأسَّسَتْ في 1 نوفمبر 1950، في ساحة القديس بطرس في روما، بعد نشر عقيدة انتقال السيدة العذراء مريم إلى الجنة، بإلهامٍ من مجموعةٍ صغيرةٍ من الحُجَّاج الفرنسيين.
تأسست رهبانيَّة الراهبات في فرنسا بعد فترة وجيزة، ثمَّ تأسَّسَتْ الأخويَّة الرهبانية عام 1976.